# Kloten Flyers 2012-2013
Questa è la rosa della stagione 2012/2013 del Kloten.

## Roster
| N. | Naz.                 | Ruolo | Nome                |
| -- | -------------------- | ----- | ------------------- |
| 19 | Svizzera (bandiera)  | P     | Lukas Meili         |
| 66 | Svizzera (bandiera)  | P     | Ronnie Rüeger       |
| 8  | Svizzera (bandiera)  | D     | Nicholas Steiner    |
| 15 | Svizzera (bandiera)  | D     | Philippe Schelling  |
| 25 | Canada (bandiera)    | D     | Micki DuPont        |
| 55 | Svizzera (bandiera)  | D     | Christopher Bagnoud |
| 57 | Svizzera (bandiera)  | D     | Lukas Stoop         |
| 58 | Svizzera (bandiera)  | D     | Eric Blum           |
| 62 | Svizzera (bandiera)  | D     | Félicien Du Bois    |
| 72 | Svizzera (bandiera)  | D     | Patrick von Gunten  |
| 0  | Svizzera (bandiera)  | A     | Raffaele Sannitz    |
| 0  | Rep. Ceca (bandiera) | A     | Kamil Kreps         |
| 0  | Canada (bandiera)    | A     | Brooks Laich        |
| 10 | Svizzera (bandiera)  | A     | Marcel Jenni        |
| 13 | Svizzera (bandiera)  | A     | Simon Bodenmann     |
| 22 | Svizzera (bandiera)  | A     | Victor Stancescu    |
| 23 | Finlandia (bandiera) | A     | Tommi Santala       |
| 41 | Svizzera (bandiera)  | A     | Michael Liniger     |
| 44 | Svizzera (bandiera)  | A     | Matthias Bieber     |
| 51 | Svezia (bandiera)    | A     | Emil Lundberg       |
| 67 | Svizzera (bandiera)  | A     | Romano Lemm         |
| 71 | Svizzera (bandiera)  | A     | Yannick Herren      |
| 88 | Svizzera (bandiera)  | A     | Lars Neher          |
| 91 | Svizzera (bandiera)  | A     | Denis Hollenstein   |
| 92 | Svizzera (bandiera)  | A     | Luka Hoffmann       |
| 94 | Svizzera (bandiera)  | A     | Samuel Walser       |
| 96 | Svizzera (bandiera)  | A     | Jorden Gähler       |
| 97 | Svizzera (bandiera)  | A     | Robin Leone         |

- Allenatore:  Felix Hollenstein
- Ass.Allenatore:  Kimmo Rintanen